# 천잉 (정치인)
천잉(중국어 정체자: 陳瑩, 병음: Chén Yíng, 푸유마어: Asenay Daliyalrep 아세나이 달리얄렙, 1972년 11월 15일 ~ )은 타이완의 정치인이다. 2005년 평지 원주민 선거구의 입법위원으로 당선된다.